# 南方古猿源泉种
南方古猿源泉种是一個建議中的南方古猿種，根據其化石遺駭，可追溯至大約178萬到195萬年前的更新世。南方古猿源泉种的特色是：他同時具有原始人及現代人的特徵，被認為更接近今日的人種。
南方古猿源泉种這個新的人種是基於兩個在2008年於南非馬拉帕化石地點發現的人類殘骸化石。這兩個殘駭分別屬於一位男性青少年（即模式標本），另一個是成年女性，二人關係未明。截至報導發表日期（2010年初），二人的殘骸合共找到了約130塊殘片。殘骸是由南非古人類學家李伯傑和他的同事於2008年發現，並分別於兩份刊載於《科學》雜誌的文章裡紀述這次發現。在確定發現了新物種後，他們把這兩具殘骸的種屬命名為。「sediba」是索托語「天然泉水」或「水井」的意思。

## 參看
- 人類進化史
- 人类学

## 外部連結
- Australopithecus sediba at the Fossil Wiki.
- Pictures of the find （页面存档备份，存于） at National Geographic